# Montracol
Montracol är en kommun i departementet Ain i regionen Auvergne-Rhône-Alpes i östra Frankrike. Kommunen ligger  i kantonen Péronnas som ligger i arrondissementet Bourg-en-Bresse. Kommunens areal är 14,56 km². År 2022 hade Montracol 1 008 invånare.

## Befolkningsutveckling
Antalet invånare i kommunen Montracol
Referens: INSEE